# 齊亞德·卡拉夫·卡布利
齊亞德·卡拉夫·卡布利（阿拉伯语：‎；1970年—2015年2月4日），被约旦政府认为是一名恐怖分子。
2015年2月4日因约旦飞行员卡萨斯贝被伊斯兰国杀害而與赛义达·里沙维同時被约旦政府处死。